# Еладије Мирјанин
Еладије Мирјанин је хришћански светитељ који се празнује заједно са Теофилом Ђаконом. Еладије је био пореклом из римске покрајине Ливије која се налазила у северној Африци. Због вере у Исуса Христа је, заједно са Теофилом, ухваћен и изведен пред намесника и кнеза Ливије. Пошто је и пред намесником потврдио своју веру у Исуса Христа, везали су га и заложили му ватру на грудима. Тако је печен док није преминуо. Еладије Мирјанин је преминуо на почетку четвртог века.
Православна црква га заједно са Теофилом Ђаконом слави 8. јануара по јулијанском календару, а 21. јануара по грегоријанском календару.